# Circaeaster
Circaeaster  é um gênero botânico da família Circaeasteraceae.

## Espécies
A única espécie desta família é a Circaeaster agrestis.